# Ramón Esteban Fabra
Ramón Esteban Fabra (Barcelona, 1927-Palma de Mallorca, 1983), fue un empresario y político español. Fue fundador y primer presidente de la Asociación de Industriales de Mallorca (ASIMA) en 1964.

## Biografía
Como empresario dirigió las empresas Industrial Textil Mediterránea y Bordados Mallorca S.A., primera firma textil exportadora en las Baleares a inicios de los años setenta. Bordados Mallorca fabricaba y distribuía en España pañuelos bordados y estampados de algodón y seda natural de las marcas Christian Dior, Pierre Cardin, Guy Laroche, Lanvin, Hermés, Balenciaga, Elio Berhanyer, Armando Caruso, Christian Fischbacher,  FISBA y Ducale.
En 1963, dedicado al negocio inmobiliario, promovió la construcción de la urbanización «Costa de la Calma» en el municipio de Calviá y la urbanización del convento de Santa Catalina de Siena en Palma, convertido en centro comercial. El convento de clausura de Santa Catalina de Siena fue trasladado de lugar.
Desde ASIMA, en 1964, promovió la construcción de los polígonos industriales Son Castelló y Can Valero que permitieron el traslado de industrias y almacenes del casco antiguo de Palma, permitiendo su expansión y modernización.
Durante 1968 y 1969, promueve la creación de la Asociación para el Desarrollo de Baleares (ADESBA),  que aglutina a los empresarios de ASIMA, la Cámara de Comercio de Mallorca y la Caja de Ahorros de Baleares. También participa en la creación de varios centros docentes a trevás de la Fundación La Victoria para el Desarrollo cultural y docente de Baleares.
En 1982 se presentó como candidato al Senado por Mallorca en las elecciones legislativas por el Centro Democrático y Social, sin ser elegido.
Falleció en 1984. Tras su muerte, la Comisión Coordinadora y Ejecutiva de Asima decidió cambiar el nombre al polígono industrial de Son Castelló por el de "polígono Industrial Ramón Esteban Fabra".